# 今野由起子
今野 由起子（日语：ゆきりぬ，1992年10月3日—）是一位日本女性YouTuber，電視藝人。

## 人物经历
本名今野由起子。新潟县出身。小时候参演过电视剧。毕业于横滨国立大学理工学部。学习成绩优异，偏差值曾达到83。
2016年开设Youtube频道。她频道中上传的视频主要有游戏直播、学习类、验证类、舞蹈类、美妆类。2017年5月正式属于UUUM公司。2017年订阅人数突破10万人。2019年7月突破100万人。
2019年夏开始参加答题类电视节目。

## 出演节目
- 林先生的初耳学（TBS；2017年12月3日）
- （朝日电视台；2019年6月5日）
- 东大王（TBS；2019年7月10日[4]、17日、24日、8月14日、28日）

## 出版作品
- . 主婦の友社刊. 2018年7月. ISBN 978-4-07-431148-4 （日语）.